# 559年
| 千纪： | 1千纪 |
| 世纪： | 5世纪 \| 6世纪 \| 7世纪 |
| 年代： | 520年代 \| 530年代 \| 540年代 \| 550年代 \| 560年代 \| 570年代 \| 580年代                                                      |
| 年份： | 554年 \| 555年 \| 556年 \| 557年 \| 558年 \| 559年 \| 560年 \| 561年 \| 562年 \| 563年 \| 564年                                |
| 纪年： | 己卯年（兔年）；南朝梁天启二年；高昌建昌五年；北齊天保十年；西梁大定五年；南朝陳永定三年；北周明帝三年，武成元年；新罗開國九年 |

## 大事记
- 齊文宣帝高洋駕崩後，皇太子高殷即皇帝位，隔年即被高演廢為濟南王，諡號「閔悼」，史稱北齊廢帝。
- 陳武帝陳霸先駕崩後，陳朝開國皇帝陳霸先長兄陳道譚的長子臨川王陳蒨即帝位，是為陳文帝。

## 逝世
- 齊文宣帝高洋，南北朝時期北齊開國皇帝，東魏權臣高歡次子。
- 陳武帝陳霸先，南北朝時代陳朝開國皇帝。